# (1348) Michel
(1348) Michel est un astéroïde de la ceinture principale d'astéroïdes, découvert le 23 mars 1933 par Sylvain Arend à Uccle.
Ses désignations temporaires sont 1933 FD, 1933 HM, 1934 LG, 1942 BA, 1956 BA et A908 YF. Il est nommé d'après le prénom du fils aîné du découvreur.